# Jean Charles Abbatucci

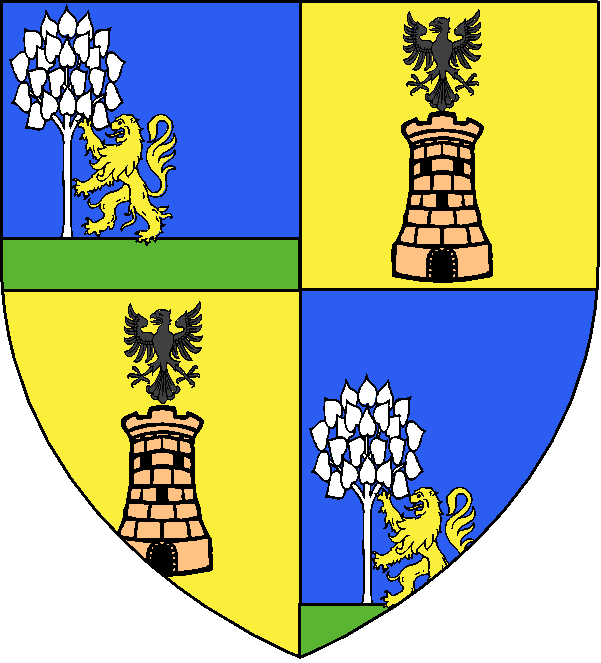
Stemma Abbatucci

Jean Charles Abbatucci (Zicavo, 15 novembre 1771 – Huningue, 2 dicembre 1796) è stato un generale francese, figlio del generale Jacques Pierre Abbatucci.

## Biografia
Figlio del generale Jacques Pierre Abbatucci, Jean Charles nacque a Zicavo, in Corsica. fu un generale della Rivoluzione francese corso di origini italiane, appartenente ad una famiglia di militari.
- Allievo della scuola militare di Metz, ne uscì nel 1787, a 16 anni, per arruolarsi nel secondo reggimento di artiglieria come sottotenente. Dopo tre anni passa nel reggimento di artiglieria a cavallo appena costituito.

All'inizio delle campagne del 1792 è capitano, ma la sua brillante condotta lo porta, alla fine di quello stesso anno, a raggiungere il grado di tenente colonnello. Nel 1794 il generale Jean-Charles Pichegru lo scelse come suo aiutante di campo.
Promosso generale di brigata dopo un primo passaggio del Reno per il coraggio mostrato, viene incaricato più tardi da Moreau di preparare un nuovo attraversamento a Kehl. Il 27 giugno 1796 attraversa il fiume Lech, il biografo Charles Mullié racconta così l'impresa: «bisognava passare di fronte al nemico questo fiume largo e impetuoso: inviò un primo battaglione che venne inghiottito dalle acque. Subito, alla testa di un nuovo battaglione, si precipitò nel fiume incitando i suoi uomini coll'esempio e con le parole, sostenendo quelli che vacillavano, salvando quelli che erano trascinati dalla corrente e conducendoli finalmente sull'altra riva dove schiacciò gli austriaci che aveva già sconfitto una prima volta quella stessa giornata.»
Grazie a questo doppio successo il 10 luglio 1796 ottiene il grado di generale di divisione e, poco dopo, il comando della piazzaforte di Huningue in Alsazia. Questa fortezza divenne di importanza strategica dopo le disastrose sconfitte di Jourdan in Franconia, per cui Moreau è costretto a passare nuovamente il Reno. Gli austriaci assediano immediatamente Huningue e Kehl, quest'ultima difesa da Desaix e Lecourbe, considerate come le porte della Francia.
Abbatucci tiene testa per tre mesi ai 20 000 austriaci assedianti, ma è meno fortunato dei suoi colleghi di Kehl: venne infatti ucciso la notte tra il primo e il 2 dicembre 1796 durante un'uscita fatta per sgomberare i dintorni della piazzaforte; aveva allora 25 anni.

## Onorificenze
- Il generale Jean Charles Abbatucci fa parte delle 660 personalità il cui nome è inciso sotto l'arco di trionfo a Parigi.
- Il generale Moreau fece erigere nel 1801 un monumento in gres, marmo e bronzo rappresenta Abbatucci in combattimento e la sua morte, proprio nel luogo dove venne ucciso, lungo la via Saint-Louis. Il monumento venne distrutto nel 1815 durante un assedio delle truppe della settima coalizione, ma nel 1819 il generale Rapp propose una sottoscrizione per la ricostruzione. Tuttavia il monumento venne ricostruito solo durante la Rivoluzione di luglio su iniziativa del generale Foy. Nel 1856 vennero aggiunti due bassorilievi in bronzo dello scultore Philippe Grass. Nel 1904 il monumento venne trasferito nella piazza di Huningue intitolata ad Abbatucci.
- Una statua in suo onore si trova anche ad Ajaccio, in piazza Abbatucci.